# Adalatherium
Adalatherium is een geslacht van uitgestorven zoogdieren uit de orde Gondwanatheria. Dit dier leefde tijdens het Laat-Krijt (ongeveer 70 miljoen jaar geleden) in wat nu Madagaskar is. 

## Fossiele vondst
In 2020 werd een bijna compleet skelet beschreven dat in 1999 werd gevonden in de Maevarano-formatie in de kustregio Mahajanga in het noordwesten van Madagaskar. Het skelet van Adalatherium is het enige bekende skelet van Gondwanatheria en het compleetste skelet van een Mesozoïsch zoogdier van het zuidelijk halfrond. Madagaskar maakte tot in het Krijt deel uit van het supercontinent Gondwana, waarna het ongeveer 88 miljoen jaar geleden geïsoleerd kwam te liggen. Adalatherium  deelde zijn leefgebied met de verwante Vintana en dinosauriërs zoals Masiakasaurus en Rapetosaurus.

## Verwantschap
Adalatherium behoort tot de familie Sudamericidae van de Gondwanatheria. Voor de vondsten van Adalatherium en Vintana in Madagaskar was de orde slechts bekend van geïsoleerde tanden en fragmentarische onderkaken uit het Krijt en Paleogeen van het zuidelijk halfrond. De vondsten uit Madagaskar ondersteunen de al langer veronderstelde verwantschap van de Gondwanatheria met de Multituberculata, een succesvolle maar nu uitgestorven zoogdiergroep van het noordelijk halfrond.

## Kenmerken
Adalatherium had het formaat van een huiskat, waarmee het een relatief groot Mesozoïsch zoogdier was. Het holotype is van een onvolwassen dier van ongeveer drie kilogram zwaar. Adalatherium leek uiterlijk enigszins op een das met een fors lichaam, korte poten en een korte staart. De voorpoten stonden recht op het lichaam, terwijl de achterpoten naar gespreid stonden. Adalatherium was een herbivoor en vermoedelijk een krachtige graver. Een grote holte in de bovenzijde van de snuit wijst op een gebied met veel zenuwen, waardoor Adalatherium een erg gevoelige snuit had.
De bothistologie laat zien dat Adalatherium gedurende meer dan een jaar groeide, wat ongewoon is ten opzichte van de meeste hedendaagse kleine en middelgrote zoogdieren. Overeenkomsten in histologie tussen Adalatherium en multituberculaten met placentadieren ondersteunen de hypothese dat de Allotheria mogelijk een placenta-achtige voortplanting hadden.